# Avenida Matucana
La Avenida Matucana es una arteria vial de mediana distancia ubicada en el límite de las comunas de Quinta Normal y Santiago, en la ciudad homónima, Chile. Es el eje del Circuito Cultural Santiago Poniente, uno de los principales en la ciudad. A fines del siglo XIX fue límite oeste de la ciudad y hoy divide sus sectores poniente y centro. Es la continuación de la Avenida Presidente Balmaceda, que va paralela al río Mapocho.

## Historia

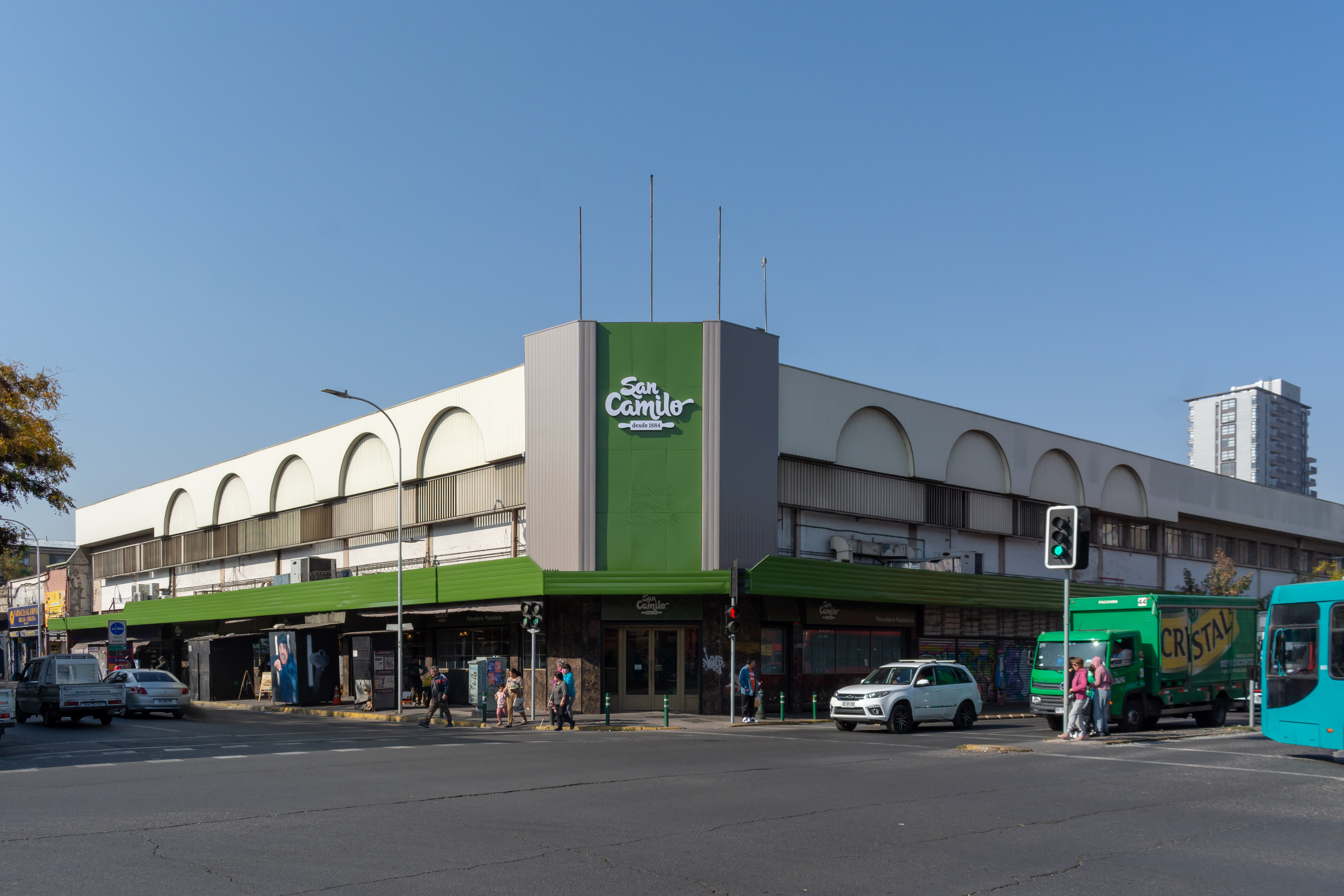
Casa matriz de la panadería y pastelería San Camilo, uno de los principales hitos de la avenida.

Hasta los años 1830 sirvió de límite de algunas chacras de la familia dueña del Llanito de Portales. Una vez que el estado compró los terrenos de los hermanos de Diego Portales (de ahí el origen del nombre de las chacras), estableció la Quinta Normal de Agricultura, y esta sirvió de frontera oriente de esta última.
Bautizada como Alameda de San Juan y luego como Alameda de Matucana, en recuerdo de la victoria de los soldados chilenos en dicho poblado de la sierra del Perú en el Combate de Matucana, durante la Guerra contra la Confederación Perú-Boliviana en 1838. También sería conocida como Avenida del Río por correr paralela en su tramo norte al Río Mapocho.
En 1872 es pavimentada con adoquines, los cuales se conservarían intactos en gran parte de su trayecto hasta fines de 2006, cuando la avenida en su totalidad es pavimentada con asfalto y hormigón para la implementación del Transantiago.
Hasta los años 1940 tenía una vía férrea, que fue trasladada al túnel Matucana.
Sus características comerciales y cantidad de "picadas", lo han hecho un punto de encuentro de la gente del sector poniente. Uno de estos locales más emblemáticos es la Panadería y Salón de Té "San Camilo" fundada en 1884 en la esquina con calle San Pablo. Esta misma esquina es referencia en la conocida cueca "Adiós Santiago Querido" donde se menciona con nostalgia esta intersección ante la partida del viajero que deja la ciudad de Santiago. Actualmente, mantiene sus características comerciales y junto con eso, se construyen conjuntos de apartamentos donde antiguamente había baños turcos, muy populares en su tiempo.
La cultura no ha quedado ajena al renacimiento de esta histórica calle como polo de encuentro y donde se emplazaban los almacenes la Dirección de Aprovisionamiento del Estado, desde 1992 se emplaza el Archivo Nacional de la Administración, y desde el 2005 la Biblioteca de Santiago, justo al frente se encuentra el Centro Cultural Matucana 100. Además de estos lugares podemos encontrar el hito más importante de esta avenida como lo es el Parque Quinta Normal, en la que se encuentran una infinidad de museos y hectáreas donde la familia santiaguina disfruta sus paisajes. Frente al Hospital San Juan de Dios se encuentra además el Museo de Arte Contemporáneo de Santiago (MAC Quinta Normal).

### Boulevard Matucana
Desde 2015, con el anuncio de los sistemas de transporte público interurbano que conectarán a la comuna de Quinta Normal, Santiago y Estación Central, se ha proyectado la intervención de la Avenida Matucana dentro del Plan Maestro Anillo Interior de Santiago. El proyecto busca transformar el eje de Matucana en un eje cultural, esto como respuesta a la necesidad de integrar cultura a la sociedad, solucionar los problemas de transporte público que se generen en la avenida debido a la inclusión del Transantiago.
El proyecto debería incluir dentro de sus hitos a la Estación Central, a la USACH, el Archivo Nacional, la Biblioteca de santiago, el Archivo Nacional de la Administración, el Museo de la Memoria y los Derechos Humanos y la  Quinta Normal.